# Întâlnirea din Apalachin

Întâlnirea din Appalachin.Au fost reținute peste 60 de persoane.

Întâlnirea din Apalachin (/ˈæpəˈleɪkɪn/ AP-ə-LAY-kin) a fost un summit istoric organizat de mafia americană în casa gangsterului Joseph Barbara⁠(d) de pe strada 652 MCFall în Apalachin, New York⁠(d) la 14 noiembrie 1957.  Se presupune că obiectivul întâlnirii era dezbaterea a diferite subiecte legate de cămătărie⁠(d), trafic de droguri și jocuri de noroc, respectiv preluarea operațiunilor controlate de recent asasinatul Albert Anastasia. Se estimează că 100 de mafioți din Statele Unite, Italia și Cuba au participat la această întâlnire. Imediat după asasinarea lui Anastasia în octombrie și preluarea familiei Luciano de către Vito Genevese de la Frank Costello, Genovese a dorit să-și legitimeze noua poziție în cadrul unei întâlniri naționale.
Oamenii legii din zonă și instituțiile statului au devenit suspicioși când un număr imens de mașini scumpe cu numere de înmatriculare din întreaga țară au sosit în „cătunul liniștit Apalachin”. După amenajarea unor unor baraje rutiere⁠(d), poliția a întrerupt întâlnirea, moment în care o mare parte din participanți au fugit în pădurea și zonele din jurul proprietății lui Barbara.
Peste 60 de șefi din lumea interlopă au fost reținuți și inculpați în urma investigației. Douăzeci dintre cei care au participat la summit au fost acuzați de „încercare de obstrucționare a justiției⁠(d) prin declarații false despre natura întâlnirii” și au fost găsiți vinovați în ianuarie 1959. Toți participanții au fost amendați cu până la 10.000 de dolari fiecare și au primit condamnări la închisoare, sentințele fiind cuprinse între 3 și 5 ani. Toate au fost anulate însă după un apel în anul următor. Una dintre cele mai semnificative consecințe ale întâlnirii din Apalachin a fost confirmarea existenței criminalității organizate la nivel național, fapt negat inclusiv de directorul Biroului Federal de Investigații J. Edgar Hoover.